# Kölskivsnäcka
Kölskivsnäcka (Planorbis carinatus) är en snäckart som beskrevs av Otto Friedrich Müller 1774. Kölskivsnäcka ingår i släktet Planorbis, och familjen posthornssnäckor. Arten är reproducerande i Sverige.